# Paul Johann Ludwig von Heyse
Paul Johann Ludwig von Heyse (Berlim, 15 de março de 1830 — Munique, 2 de abril de 1914) foi um escritor alemão. Foi o primeiro escritor germanófono de literatura de ficção a receber o Nobel de Literatura, em 1910.

## Carreira
Membro de duas importantes sociedades literárias, o Tunnel über der Spree em Berlim e Die Krokodile em Munique, ele escreveu romances, poesias, 177 contos e cerca de sessenta dramas. A soma das muitas e variadas produções de Heyse fez dele uma figura dominante entre os literatos alemães. Recebeu o Prêmio Nobel de Literatura de 1910 "como uma homenagem à arte consumada, permeada de idealismo, que ele demonstrou durante sua longa carreira produtiva como poeta lírico, dramaturgo, romancista e escritor de contos de renome mundial".

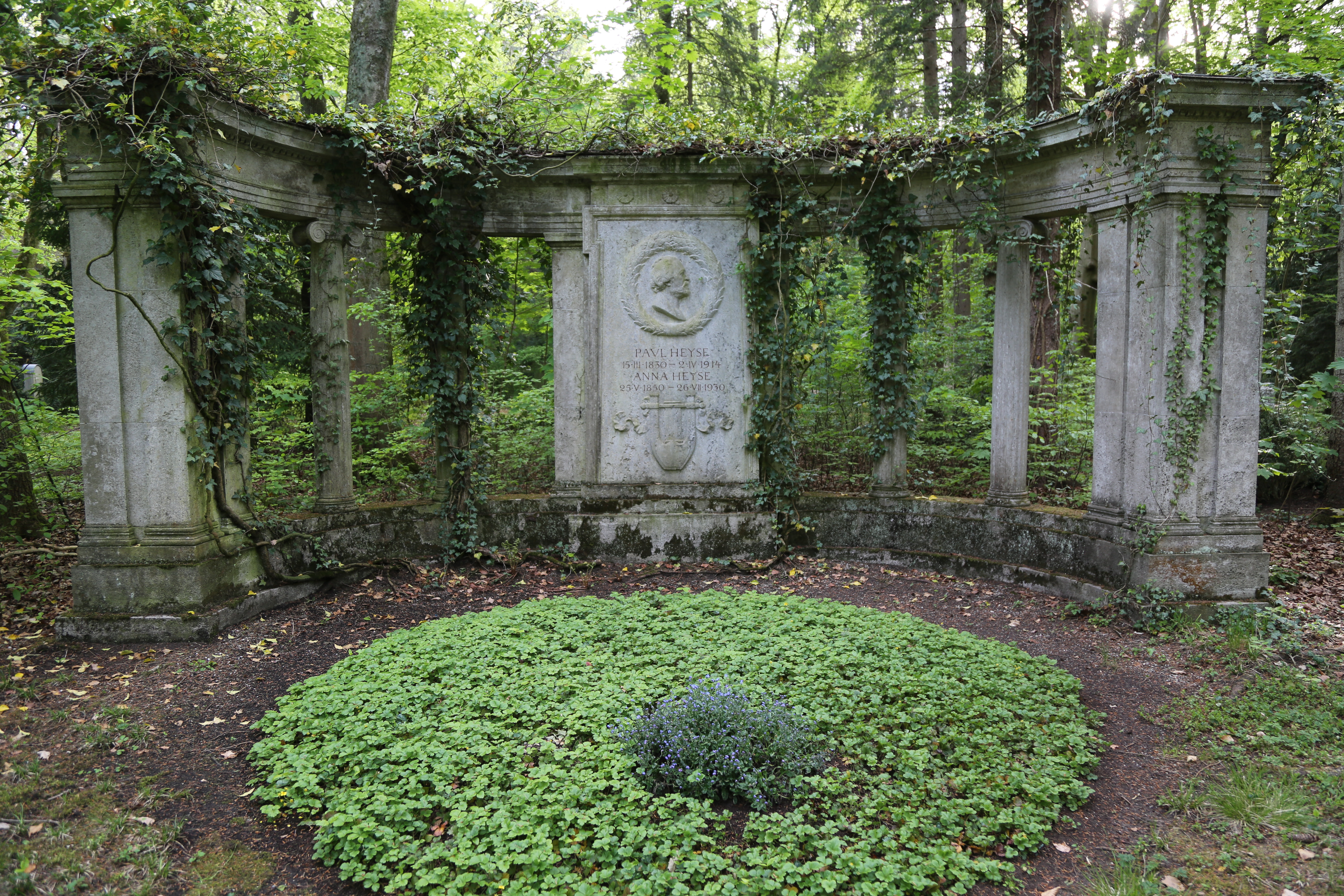
Sepultura de Paul Heyse no Waldfriedhof de Munique

## Publicações (seleção)
- 1855: Hertz, Berlin (Digitalisat und Volltext im Deutschen Textarchiv) contém: Die Blinden (1852), Marion (1852), L’Arrabbiata (1853), Am Tiberufer
- 1855: Das Mädchen von Treppi
- 1857: Anfang und Ende
- 1857: Die Einsamen
- 1859: Die Sabinerinnen
- 1860: Der Centaur (reeditada em 1870 sob o título The Last Centaur )
- 1860: Italienisches Liederbuch, uma coleção de canções folclóricas italianas
- 1862: Ludwig der Bayer.[4]
- 1862: Andrea Delfin, publicada na coleção de novos romances (Andrea Delfin foi incorporada ao Insel-Bücherei em 1927 sob o número 86/2)
- 1862: Ein Münchner Dichterbuch (como editor, juntamente com Emanuel Geibel)
- 1864: Gesammelte Novellen in Versen (expandido em 1870)
- 1864: Meraner Novellen
- 1864: Hans Lange ([5])
- 1864: Die Reise nach dem Glück
- 1865: Hadrian
- 1865: Maria Maroni
- 1865: Die Witwe von Pisa
- 1865: Colberg
- 1866: Frauenemancipation, eine Fastenpredigt
- 1866: Auferstanden
- 1867: Beatrice
- 1869: Die Stickerin von Treviso
- 1870: Trauerspiel Die Göttin der Vernunft[6]
- 1873: Kinder der Welt (pré-impresso em 1872 no Berliner Spenersche Zeitung), o primeiro romance de Heyse  por Hathitrust[7]
- 1875: Melusine-Das Seeweib
- 1875: Judith Stern
- 1875: Im Paradiese
- 1877: Die Frau Marquesa
- 1877: Beppe der Sternseher
- 1877: Zwei Gefangene
- 1878: Nerina
- 1878: Jorinde
- 1879: Die Hexe vom Korso
- 1879: Romulusenkel
- 1880: Verse aus Italien[8]
- 1881: Die Eselin
- 1882: Troubadour-Novellen
- 1883: Unvergeßbare Worte
- 1885: Himmlische und irdische Liebe
- 1885: Auf Tod und Leben
- 1887: Villa Falconieri
- 1892: Merlin
- 1894: Melusine
- 1895: Über allen Gipfeln.[9]
- 1898: Melusine-Die Nixe
- 1899: Maria von Magdala
- 1900: Jugenderinnerungen und Bekenntnisse (Autobiografia)[10]